# Trapeze
Trapeze («трапеция») — британская рок-группа, сформированная 16 марта 1969 года вокалистом Джоном Джонсом, клавишником Терри Роули (который дал название группе), гитаристом Мэлом Гэли1 и певцом/басистом Гленном Хьюзом2, а также барабанщиком Дэйвом Холландом3. Группа постоянно меняла состав и распалась к 1982 году. Группа не снискала серьёзного коммерческого успеха и известна по большей части благодаря тому, что её участники играли в известных группах, таких как Deep Purple2, Whitesnake1, Judas Priest3 и Uriah Heep.
В основной и наиболее известный состав группы входили Гленн Хьюз, Мэл Гэлли и Дэйв Холланд. Их первые три альбома остаются их наиболее известными и самыми коммерчески успешными.

## История
1969 — 1973
Trapeze, созданная в 1969-м, состояла из вокалиста Джона Джонса и гитариста/клавишника Терри Роули (оба бывшие участники Montanas), а также гитариста Мэла Гэлли, певца/басиста Гленн Хьюза и барабанщика Дэйва Холланда. Trapeze выпустили дебютный альбом Trapeze в 1970-м, но вскоре Джонс и Роули решили вернуться в Montanas. В то же 1970-м году Trареze (теперь уже трио: Гэлли, Хьюз и Голланд) появилась с альбомом Medusa. Trapeze решили провести тур до начала 1973.
Группа гастролировала по большей части в Великобритании и Южных Штатах Америки, где их коммерческий успех был наиболее велик. Третий альбом «You Are the Music… We’re Just the Band» вышел в 1972.
1973 — 1976
В 1973-м году Глен Хьюз получает предложение стать бас-гитаристом Deep Purple. Причиной тому был Ричи Блэкмор, решивший заменить Роджера Гловера. Первоначально Хьюз ответил отказом («В южных американских штатах мы собирали по 6-8 тыс. зрителей, наш американский лейбл London Records вкладывал в нас всё больше и больше, они нас очень хорошо раскручивали. Успех был уже близок, и наши дела шли отлично») но в итоге дал согласие. После ухода Хьюза группа осталась без вокалиста. Тогда все вокальные партии взял на себя Гэлли.
В 1974 группа выпускает «The Final Swing» — сборник лучших песен, содержавший также 2 непубликовавшихся песни «Good Love» и хит «Dat’s it». В группу в этот период приходят гитарист Роб Кендрик и басист Пити Райт, с участием которых был записан альбом 1974 года «Hot Wire», который показал более тяжёлое звучание, как и следующий альбом 1976 года «Trapeze».
1976 — 1977
Оригинальное трио Гэлли, Хьюз и Голланд собрались на короткое время в конце 1976-го, это должно было быть полным воссоединением с новым альбомом, новыми песнями, но Хьюз опять покинул группу,
прежде, чем новый альбом мог увидеть свет. Сольный альбом Хьюза, названный Play Me Out, был выпущен в 1977 году и содержащий 2 новые так называемые песни Trapeze «LA Cut-Off» и
«Space High» — это Гэлли и Холланд играли с Хьюзом на коротком туре воссоединения Trapeze, которые были написаны Хьюзом для нового альбома, который так и не появился.
1978 — 1982
Новый альбом «Hold On» (или «Running») вышел в конце 1978 года без Хьюза: новыми участникам группы стали вернувшийся Пити Райт, а также гитарист и певец Питер Голби.
Концертный альбом «Live in Texas: Dead Armadillos» 1981 года также представил нового барабанщика Стива Брэя, потому что Дэйв Голланд ушёл в Judas Priest в конце 1979-го. Мэл Гэлли остался один, когда Пити Голби ушёл в Uriah Heep в 1981-м. Это означало конец Trapeze. Гэли ещё некоторое время гастролировал, пока не получил приглашение играть в Whitesnake.
1983 — 1987
Брат Мэла, Том Гэлли решил создать группу, певшую о всяческих явлениях. В группу, названную Phenomena были приглашены экс-клавишник «Magnum» Ричард Бэйли и экс-гитарист «Budgie»
Джона Томаса. В 1984-м к группе присоединились Мэл и Кози Пауэлл, чуть позже и сам Хьюз. В этом проекте Гэлли с Хьюзом выпустили 2 пластинки, после чего Хьюз ушел продолжать сольную карьеру.
Этот проект сильно отличался от Trapeze, но наличие 2-х участников оригинального трио заставляло поклонников покупать эти пластинки.
1991
В 1990-м году Голланд[кто?] покидает Judas Priest и намеревается воскресить Trapeze. Оригинальное трио Гэлли, Хьюз и Холланд соединилось снова в 1991-м вместе с клавишником Asia и Yes Джеффом Даунсом для мини тура и выпуска концертного альбома, названного «Welcome to the Real World».
1994
В Феврале 1994-го Гэлли, Хьюз и Голланд воссоединились вновь для игры в Нью-Йорке в память о вокалисте Рэе Гиллене из Badlands и Black Sabbath. За этим последовали выступления, в Великобритании 11 марта 1994-го в клубе Robin R’n’B Club, что в западном регионе их родного города Мидлонда. И в апреле в США, что так же включила ветерана блюз-гитары Крэйга Эриксона, подыгрывающего Хьюзу как на ритм, так и на лидер-гитаре.

## Пост-Trapeze
В 1996 году вышел сборник лучших песен периода 1970—1974 годов, названный High Flyers: The Best of Trapeze. В 1998-м вышел сборник лучших песен всех концертных выступлений под названием Way Back to the Bone, а в 2003-м вышел сборник лучшего в периоде 1970—1992 года.
В 2006 году выходит очередной, после долгого отсутствия, альбом Phenomena под названием PsychoFantasy. В этой работе Хьюз опять работает с Гэлли и другими артистами.
1 июля 2008 года Мэл Гэлли умер от рака. В своём прощальном письме он подводит итог своей жизни: «Я прожил прекрасную жизнь. Я настоящий счастливчик. Мне повелось поиграть в нескольких замечательных группах со многими великолепными музыкантами. Спасибо всем, кто меня окружал в последние дни».

## Составы
| 1969—1970 | - Mel Galley — lead and bass guitars - Glenn Hughes — bass guitar, six-string guitar, piano, trombone, vocals - Dave Holland — drums - John Jones — vocals, trumpet, flute - Terry Rowley — organ, piano               |
| 1970—1973 | - Mel Galley — guitar, backing vocals - Glenn Hughes — bass guitar, piano, lead and backing vocals - Dave Holland — drums, percussion                                                                                  |
| 1973      | - Mel Galley — lead guitar, bass guitar, vocals - Glenn Hughes — lead and backing vocals, rhythm guitar - Dave Holland — drums, percussion                                                                             |
| 1974—1976 | - Mel Galley — lead guitars, lead vocals - Dave Holland — drums, percussion - Rob Kendrick — rhythm guitars - Pete Wright — bass                                                                                       |
| 1978—1979 | - Mel Galley — lead guitars, vocals - Dave Holland — drums, percussion - Peter Goalby — lead vocals, rhythm guitar - Pete Wright — bass                                                                                |
| 1980—1981 | - Mel Galley — lead guitars, vocals - Peter Goalby — lead vocals, rhythm guitar - Pete Wright — bass - Steve Bray — drums                                                                                              |
| 1982      | - Mel Galley — guitars, backing vocals - Steve Bray — drums - Mervyn 'Spam' Spence — bass, vocals - Richard Bailey — keyboards                                                                                         |
| 1991      | - Mel Galley — lead, some rhythm and bass guitars, vocals - Glenn Hughes — bass guitar, six-string guitar, rhythm guitar, piano, trombone, vocals - Dave Holland — drums, percussion - Geoff Downes — keyboard         |
| 1994      | - Mel Galley — lead, some rhythm and bass guitars, vocals - Glenn Hughes — bass guitar, six-string guitar, rhythm guitar, piano, trombone, vocals - Dave Holland — drums, percussion - Craig Erickson — rhythm guitars |

## Дискография
- Trapeze (1970)
- Medusa (1970)
- You Are the Music…We’re Just the Band (1972)
- The Final Swing (1974)
- Hot Wire (1974)
- Live At The Boat Club (1975)
- Trapeze (1976)
- Let me Out (1977)
- Hold On also called Running (1979)
- Live in Texas: Dead Armadillos (1981)
- Welcome to the Real World — live 1992 (1993)
- High Flyers: The Best of Trapeze — Best of Studio 1970—1974 (1996)
- Way Back to the Bone — Best of Live 1970—1992 (1998)
- On the Highwire — Best of 1970—1992 (2003)